# Louise Brattberg
Sophie Louise Brattberg, född 27 september 1944 i Uppsala församling i Uppsala län, är en svensk filmklippare och scripta.

## Biografi
Louise Brattberg växte upp i Uppsala och fick redan från början moderns flicknamn Brattberg trots att föräldrarna var gifta och båda hette Karlsson. Fadern Karl-Erik Karlsson var överste och chef för Upplands flygflottilj (F 16) och modern hette Nanny Brattberg innan de gifte sig.
Efter studentexamen och genomgången ettårig tv-kurs började hon 1968 som filmklippare på den svenska statstelevisionen, där hon de första åren bland annat klippte inslag till nyhetsprogrammet Aktuellt och samarbetade med Torbjörn Axelman i hans TV-produktioner. Hon har arbetat med produktioner som Varuhuset (1987–1988), Svensson, Svensson (1994), Rederiet (1995–1996), Livet i Fagervik (2009) och Mannen under trappan (2009). Louise Brattberg fick Sveriges Filmklippares pris Sfinxen för klippningen av Agneta Fagerström-Olssons film Sista vinden från Kap Horn (1991).
Louise Brattberg var från 1967 sambo med Torbjörn Axelman och fick tre barn med honom. De levde tillsammans på Lidingö, men separerade på 1990-talet.

## Filmografi i urval

### Som filmklippare
- 1969 – Kameleonterna
- 1969 – NK Inredning
- 1970 – Cowboy in Sweden (TV-serie)
- 1971 – Smoke (1971)
- 1980 – Abba in concert
- 1984 – Zvampen (TV-serie)
- 1985 – August Strindberg: Ett liv
- 1986 – Ester – om John Bauers hustru
- 1984 – Ängslans boningar
- 1987 – Brustna hjärtan
- 1987 – Varuhuset (TV-serie) (tio avsnitt 1987–1988)
- 1988 – Månguden
- 1990 – Smash (TV-serie) (TV-serie)
- 1990 – Den svarta cirkeln
- 1991 – Sista vinden från Kap Horn
- 1992 – En komikers uppväxt (TV-serie)
- 1992 – Vennerman & Winge
- 1993 – Den gråtande ministern
- 1994 – Svensson, Svensson (TV-serie) (tolv avsnitt)
- 1994 – Zorn
- 1995 – Bert – den siste oskulden
- 1995 – Rederiet (TV-serie) (15 avsnitt 1995–1996)
- 1996 – Arne Anka – En afton på Zekes
- 1996 – Harald & Harald
- 1997 – I sällskap med en clown
- 1997 – Tre långa kvinnor
- 1997 – Cheek to Cheek
- 1998 – Längtans blåa blomma (TV-serie) (fyra avsnitt)
- 1999 – Dödsklockan
- 1999 – Ett litet rött paket (TV-serie) (ett avsnitt: För kärleks skull)
- 2000 – Före stormen
- 2000 – Jesus lever
- 2000 – Soldater i månsken (TV-serie) (fyra avsnitt)
- 2001 – Gustav III:s äktenskap
- 2001 – Syndare i sommarsol
- 2002 – Tack och hej, Rederiet
- 2002 – Cleo (TV-serie) (TV-serie) (tre avsnitt)
- 2004 – Att sörja Linnea
- 2004 – Fyra nyanser av brunt
- 2005 – Landins
- 2005 – En dålig idé
- 2005 – Min sista vilja
- 2005 – Pappas lilla tjockis
- 2005 – Sex, hopp & kärlek
- 2005 – Den sista hunden i Rwanda
- 2005 – Kvalster  (TV-serie) (två avsnitt)
- 2006 – AK3
- 2006 – Den sista hunden i Rwanda
- 2006 – AK3 (TV-serie) (ett avsnitt: Dolda beslut)
- 2006 – En uppstoppad hund
- 2007 – Bror & syster
- 2008 – Åkalla
- 2009 – Maskeraden
- 2009 – Mannen under trappan (TV-serie) (tre avsnitt)
- 2009 – Livet i Fagervik (TV-serie) (tre avsnitt)
- 2010 – Sture & Kerstin Forever
- 2011 – Ett liv med film – Nils Petter Sundgren
- 2011 – Anno 1790 (TV-serie)
- 2013 – Fjällbackamorden
- 2014 – Hot Nasty Teen

### Som skådespelare
- 1975 – Må vårt hus förskonas från tigrar

### Som rådgivare
- 2008 – Låt den rätte komma in

### Som scripta
- 1968 – Het snö
- 1969 – Kameleonterna
- 1975 – Må vårt hus förskonas från tigrar